# Friedrich Seitz
Friedrich Seitz (12 de junio de 1848, Günthersleben-Wechmar, Ducado de Sajonia-Coburgo y Gotha-22 de mayo de 1918) fue un compositor alemán del Romanticismo. Fue un violinista que se desempeñó como concertino, escribió música de cámara y ocho conciertos para estudiantes de violín.

## Vida
Seitz estudió violín primero con Karl Wilhelm Ulrich en Sondershausen, Alemania; más tarde se casó con la hija de Ulrich. Se convirtió en estudiante de Johann Christoph Lauterbach en 1874, luego en director musical en Sondershausen y, posteriormente, se convirtió en concertino en Magdeburg. En 1884 fue el "Hofkonzertmeister" (director de orquesta de la corte) en Dessau. 
Los movimientos de los conciertos de estudiantes de Seitz (n.º 2 y n.º 5) se han vuelto más conocidos en virtud de su inclusión en el material instructivo del método de violín Suzuki.

## Obras (Selección)
- Schüler-Konzert Nr. 1 (Concierto para alumnos n.º 1) en re mayor para violín y piano, Op. 7
- Schüler-Konzert Nr. 2 (Concierto para alumnos n.º 2) en sol mayor para violín y piano, Op. 13
- Schüler-Konzert Nr. 3 (Concierto para alumnos n.º 3) en sol menor para violín y piano, Op. 12
- Schüler-Konzert Nr. 4 (Concierto para alumnos n.º 4) en re mayor para violín y piano, Op. 15
- Sechs leichte Vortragsstücke in Form einer Suite f. V. od. Vcello (1. Lage) m. Pfte. Magdeburg, Rathke. 1896.

1. Frohe Wanderschaft (Un paseo agradable)
2. In der Waldmühle (El molino del bosque)
3. Bei der Grossmutter (con la abuela)
4. Zigeuner kommen (Vienen Los Gitanos)
5. Auf dem Kinderball (La pelota de los niños)
6. Sehnsucht nach der Heimat (Anhelo de hogar)

- Schüler-Klaviertrio Nr. 1 (Piano Trio para alumnos n.º 1) en do mayor para violín, violonchelo y piano, Op. 18
- Romanze und Intermezzo, Op. 21
- Schüler-Konzert Nr. 5 (Concierto para alumnos n.º 5) en re mayor para violín y piano, Op. 22 (1909)
- Konzert in einem Satz zum Studium und Konzertgebrauch (Concierto en Un Movimiento para Estudio y uso de Concierto) en la menor para violín y piano u orquesta, Op. 25
- Drei Grabgesänge für gefallene Krieger para coros mixtos, Op. 28; letras de August Sieghardt.
- Schüler-Konzert Nr. 6 (Concierto para alumnos n.º 6) in G major for violin and piano, Op. 31
- Schüler-Konzert Nr. 7 (Concierto para alumnos n.º 7) in D minor for violin and piano, Op. 32
- Cuarteto en sol mayor para 2 violins (o violín y viola), violonchelo y piano, Op. 35
- Konzertstück (Pieza de Concierto) en la mayor para violín y piano, Op. 36
- Schüler-Konzert Nr. 8 (Concierto para alumnos n.º 8) en sol mayor para violín y piano, Op. 38
- Short works para violín y piano (Opp. 41, 45, 46)
- Ungarische Rhapsodie (Hungarian Rhapsody) para violín y piano, Op. 47
- Schüler-Konzert Nr. 8 [sic] (Concierto para alumnos n.º 8) en la mayor para violín y piano, Op. 51
- Die Passion, Oratorio para solistas, coro, orquesta y órgano.
- Zwei neue Vortragsstücke para violín  y piano.

1. Andante espressivo
2. Allegro vivace

- Schüler-Klaviertrio Nr. 2 (Piano Trio para alumnos n.º 2) para violín, violonchelo y piano.
- Schüler-Klaviertrio Nr. 3 (Piano Trio para alumnos n.º 3) para violín, violonchelo y piano.